# Lachen (Bajorország)
Lachen település Németországban, azon belül Bajorországban. Lakosainak száma 1729 fő (2023. december 31.).

## Népesség
A település népessége az elmúlt években az alábbi módon változott:
| Lakosok száma | 630  | 1095 | 1176 | 1116 | 1479 | 1461 | 1496 | 1579 | 1688 | 1729 |
|               | 1875 | 1950 | 1975 | 1987 | 2012 | 2014 | 2016 | 2017 | 2021 | 2023 |